# Тімоті Тимкович
Тімоті Майкл Тимкович (англ. Timothy Michael Tymkovich; нар. 2 листопада 1956, Денвер, штат Колорадо) — головний суддя Десятого окружного апеляційного суду США з 2015 року.

## Життєпис
Його прадід емігрував з України до Сполучених Штатів (працював шахтарем).
У 1979 році отримав ступінь бакалавра у Коледжі Колорадо. У 1982 році закінчив Школу права Університету штату Колорадо. З 1982 по 1983 рік — клерк судді Верховного суду Колорадо Вільяма Еріксона.
З 1983 по 1991 рік Тимкович вів приватну практику у Колорадо. У 1991 році генеральний прокурор штату Колорадо Гейл Нортон призначила його генеральним солісітором штату Колорадо. Тимкович обіймав цю посаду до 1996 року. З 1996 по 2003 рік він вів приватну практику у Денвері, Колорадо.
Суддя Апеляційного суду десятого округу з 2003 року. Член Судової конференції з 2015 року.
Потенційний кандидат на посаду судді Верховного суду.